# دعوة للعمل
دعوة للعمل أو اتخاذ إجراء (بالإنجليزية: Call to action)‏(CTA) هي عبارة تستخدم في مواقع الإنترنت لحث المستخدم على اتخاذ إجراء أو توجيهه إلى أمر محدد لفعله، وتكون في شكل لافتة أو زر أو أي نوع من الرسم أو النص على موقع على شبكة الإنترنت يهدف إلى مطالبة المستخدم بالنقر فوقها والاستمرار في قمع التحويل. وهو جزء أساسي من التسويق الوارد والتسويق بالإذن حيث يسعى فيه بنشاط لتحويل المستخدم إلى موقع الريادة وبعد ذلك إلى أحد العملاء. الهدف الرئيسي من «دعوة للعمل» هو النقر فوق أو المسح في حالة رمز مربع، ويمكن قياس نجاحها عن طريق معادلة معدل التحويل التي تحتسب مرات «دعوة للعمل» التي تم مشاهدتها عبر عدد النقرات. طريقة أخرى لاختبار فاعلية «دعوة للعمل» هي استخدام اختبار أ/ب حيث يتم عرض عدة رسومات للمستخدم والرسمة صاحبة أعلى معدل للنجاح تصبح الرسمة الافتراضية.

## التطبيقات
تستخدم العديد من المواد التسويقية مثل الكتيبات والنشرات والكتالوجات وحملات البريد الإلكتروني أيضًا عبارة تحث المستخدم على اتخاذ إجراء. تهدف هذه التعليمات إلى توضيح كيفية اتخاذ الخطوة التالية للمستهلكين وخلق شعور بالإلحاح بشأن العرض.
عندما تكون عبارة تحث المستخدم على اتخاذ إجراء مفقودة من ممارسات التواصل مع العملاء أو موقع الويب الخاص بشركتك، فلن يعرف زوار موقعك ما يجب عليهم فعله بعد ذلك، مما يؤدي إلى فقدان العملاء المحتملين والإيرادات.
لقد أدرك ممثلو المبيعات الناجحون منذ فترة طويلة أن الكلمات والعبارات المحددة تثير الاستجابات المرغوبة من العملاء المحتملين، وسرعان ما تعلموا كيفية دمج أفضل السطور في نصوص المبيعات الفعالة.
غالبًا ما تشتمل الإعلانات التجارية المدروسة على سلسلة من عبارات الحث على اتخاذ إجراء الصغيرة التي تؤدي إلى عبارات الحث على اتخاذ إجراء نهائية. تخلق عبارات الحث على اتخاذ إجراء الصغيرة هذه نمطًا من السلوك يجعل من السهل على الجمهور إكمال عبارات الحث على اتخاذ إجراء واحدة فقط، مما يلبي طلبًا أكثر تطلبًا مما لو تم طلبه بدون سياق.

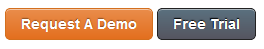
مثال على "اتخاذ إجراء"

## مقالات ذات صلة
- التسويق بالإذن
- تسويق المحتوى
- اختبار أ/ب
- التسويق الخارجي
- تحسين محرك البحث